# Uvaria stellata
Uvaria stellata este o specie de plante angiosperme din genul Uvaria, familia Annonaceae, descrisă de Elmer Drew Merrill. Conform Catalogue of Life specia Uvaria stellata nu are subspecii cunoscute.